# لوئیس فابیان ارتایم
لوئیس فابیان ارتایم (انگلیسی: Luis Fabián Artime؛ زادهٔ ۱۵ دسامبر ۱۹۶۵) بازیکن فوتبال اهل آرژانتین است.
از باشگاه‌هایی که در آن بازی کرده‌است می‌توان به باشگاه اتلتیکو ایندپندینته، باشگاه فوتبال جیمناسیا لاپلاتا، باشگاه فوتبال اتلتیکو تیگره، و باشگاه ورزشی سن لورنسو آلماگرو اشاره کرد.